# Liste der Krater des Erdmondes/I
| Name        | Benannt nach                 | Lage                        | Mittlerer Durchmesser (km) |
| ----------- | ---------------------------- | --------------------------- | -------------------------- |
| Ian         | schottischer Männername      | 25° 42′ 0″ N, 0° 24′ 0″ W   | 1                          |
| Ibn Bajja   | Ibn Baddscha                 | 86° 0′ 0″ S, 72° 44′ 24″ W  | 12                         |
| Ibn Battuta | Ibn Battuta                  | 6° 54′ 0″ S, 50° 24′ 0″ O   | 11                         |
| Ibn Firnas  | Abbas ibn Firnas             | 6° 48′ 0″ N, 122° 18′ 0″ O  | 89                         |
| Ibn Yunus   | Ibn Yunus                    | 14° 6′ 0″ N, 91° 6′ 0″ O    | 58                         |
| Ibn-Rushd   | Ibn Ruschd                   | 11° 42′ 0″ S, 21° 42′ 0″ O  | 32                         |
| Icarus      | Ikarus                       | 5° 18′ 0″ S, 173° 12′ 0″ W  | 96                         |
| Ideler      | Christian Ludwig Ideler      | 49° 12′ 0″ S, 22° 18′ 0″ O  | 38                         |
| Idelʹson    | Naum Iljitsch Idelson        | 81° 30′ 0″ S, 110° 54′ 0″ O | 60                         |
| Il'in       | Nikolai Jakowlewitsch Iljin  | 17° 48′ 0″ S, 97° 30′ 0″ W  | 13                         |
| Ina         | lateinischer Frauenname      | 18° 36′ 0″ N, 5° 18′ 0″ O   | 3                          |
| Ingalls     | Albert Graham Ingalls        | 26° 24′ 0″ N, 153° 6′ 0″ W  | 37                         |
| Inghirami   | Giovanni Inghirami           | 47° 30′ 0″ S, 68° 48′ 0″ W  | 91                         |
| Innes       | Robert Innes                 | 27° 48′ 0″ N, 119° 12′ 0″ O | 42                         |
| Ioffe       | Abram Fjodorowitsch Ioffe    | 14° 24′ 0″ S, 129° 12′ 0″ W | 86                         |
| Isabel      | spanischer Frauenname        | 28° 12′ 0″ N, 34° 6′ 0″ W   | 1                          |
| Isaev       | Alexei Michailowitsch Isajew | 17° 30′ 0″ S, 147° 30′ 0″ O | 90                         |
| Isidorus    | St. Isidor von Sevilla       | 8° 0′ 0″ S, 33° 30′ 0″ O    | 42                         |
| Isis        | ägyptischer Frauenname       | 18° 54′ 0″ N, 27° 30′ 0″ O  | 1                          |
| Ivan        | russischer Männername        | 26° 54′ 0″ N, 43° 18′ 0″ W  | 4                          |
| Izsak       | Imre Izsak                   | 23° 18′ 0″ S, 117° 6′ 0″ O  | 30                         |